# 瑞士交通博物馆

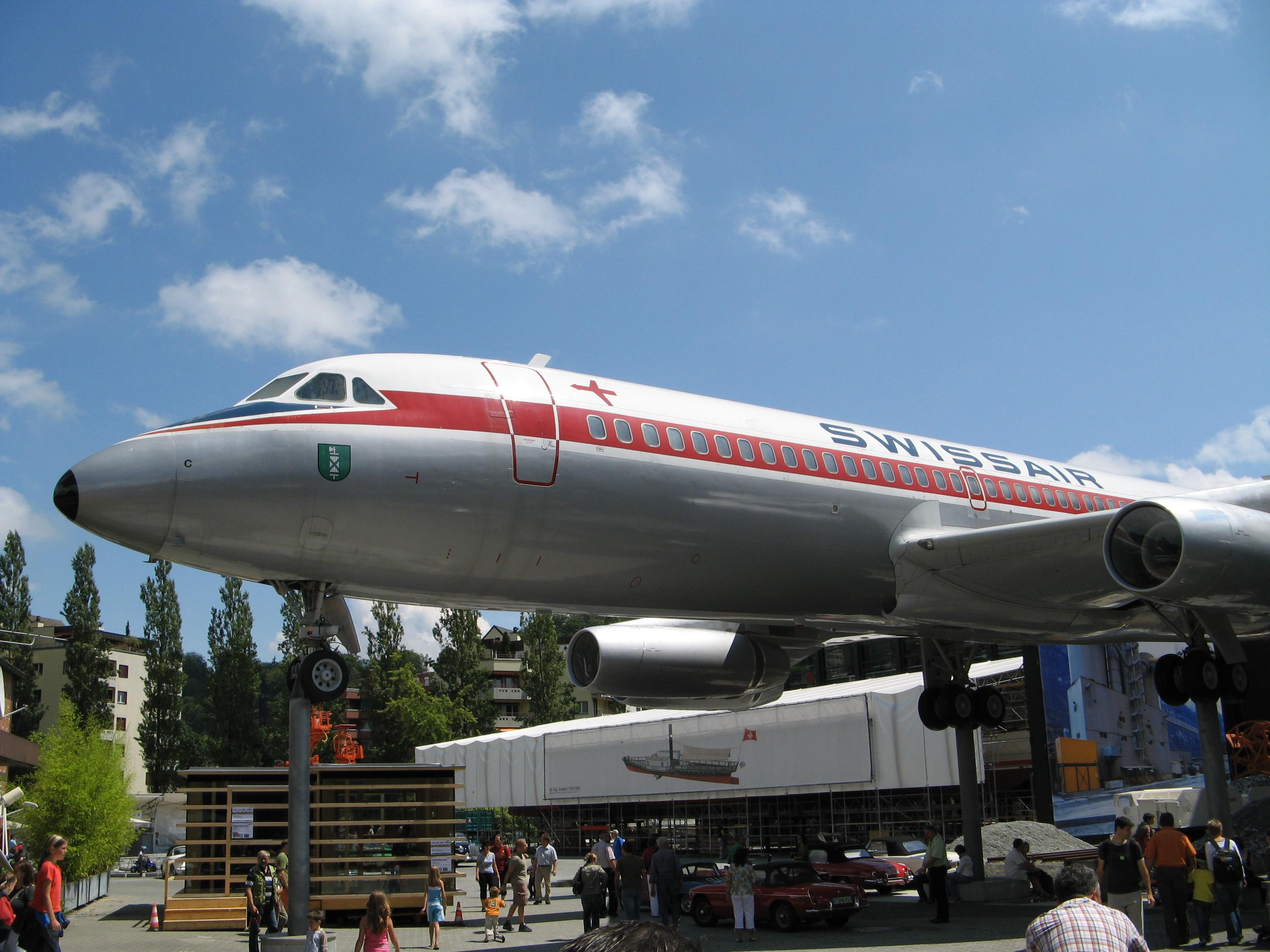
室外区域展示的飞机

瑞士交通博物馆（瑞士高地德語：Verkehrshaus der Schweiz）是一個多功能的交通和通訊博物館，该博物馆于1959年7月开放，並展示了大量的機車，汽車，火車、船舶、飛機、太空船以及通信領域的展品。也是瑞士訪問量最大、最受歡迎的博物館。除了博物館本身，其還設有天文館、電影劇院和瑞士巧克力冒險等展區。2017年博物館的參觀人數為519,997人，電影院、瑞士巧克力探險和天文館的參觀人數則為252,080人。
位于瑞士卢塞恩市北部，卢塞恩湖畔，可乘S-Bahn、船只和公車（無軌电车）到达，交通便利。

## 圖集

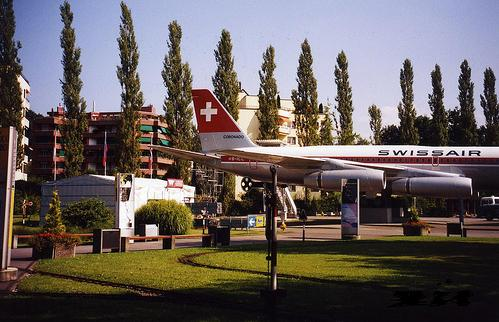
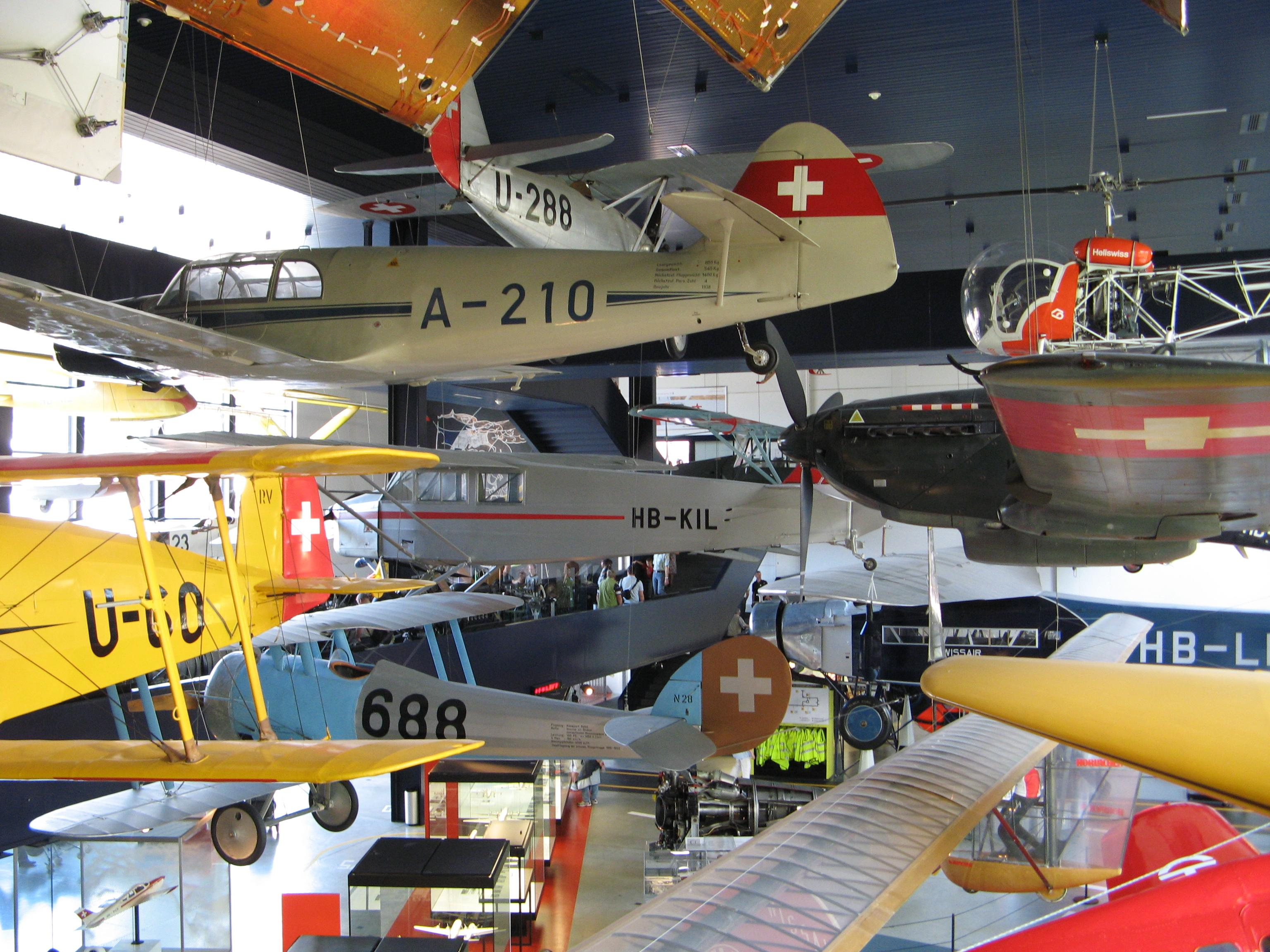
室內展示多個年代的小型飛機
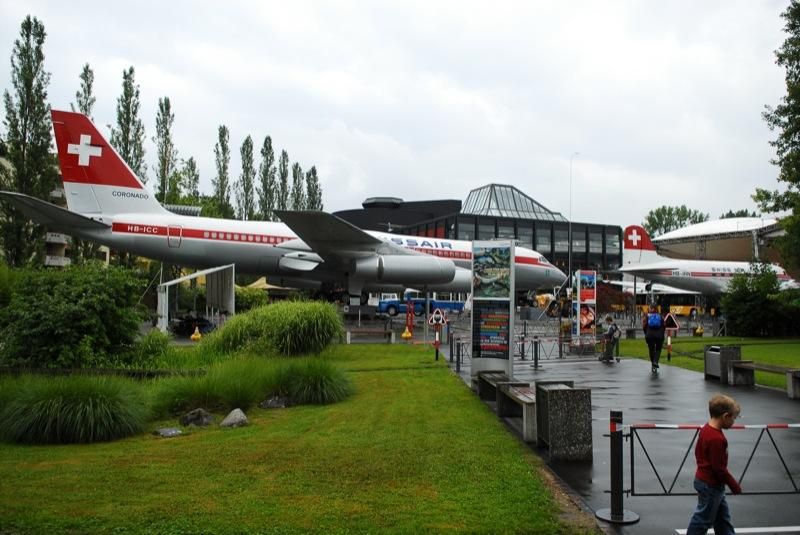
瑞士航空的福克F.VII
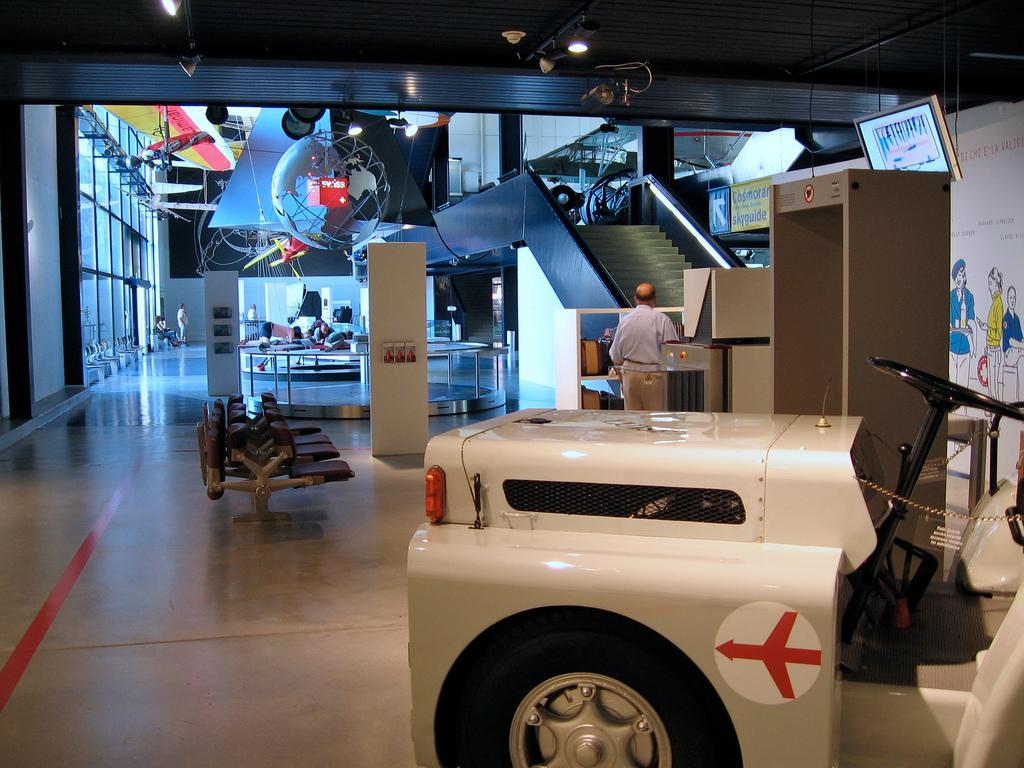
機場設備及後勤區域展廳